# Пегматит
Пегмати́т (єврейський камінь, письмовий граніт) (від грец. pégmatos — «скріпляє», «зв'язок») — різнозерниста, переважно крупнокристалічна магматична гірська порода (або мінеральний комплекс), що залягає у вигляді лінз, жил, штоків, гнізд.

## Назва
Термін пегматит вперше був введений французьким мінералогом Рене Жюстом Гаюї у 1801 році для гірської породи, яка сьогодні відома під назвою «письмовий граніт», «графічний пегматит», «єврейський камінь», і виокремлюється тісним закономірним проростанням кварцу з польовим шпатом, котрі проростаючи один в одного, утворюють структуру, що нагадує староєврейські писання (власне пегматитовою структурою). B геології значення терміна пегматит поширилось і на геологічні тіла, в яких є структурно-текстурні ознаки, вперше описані для гранітних пегматитів.

Пегматитова жила в Янцівському гранітному кар'єрі.

## Загальна характеристика
Складається з польових шпатів, кварцу, біотиту, мусковіту. Виникає під час кристалізації залишкового магматичного розплаву і зазвичай характеризується підвищеним вмістом SiO2, лугів та летких речовин. Кристалізація пегматитів, як правило, пов'язана з магмами гранітного складу, а також лужними магмами і значно рідше — з основними. Деякі пегматити містять поряд з основними мінералами (загальними для них і материнських порід) мінерали рідкісних елементів: літію, рубідію, цезію, берилію, ніобію, танталу, цирконію, гафнію, торію, урану, скандію тощо.
Кислотність SiO2 >75 %. Хімічний склад: польові шпати, найчастіше калієві, кварц, слюда. Можлива присутність берилу, бавеніту, турмаліну, давидиту. Колір рожевий, червонуватий, світло-сірий, жовтуватий і інший. Структура повнокристалічна, грубозерниста. У пегматитах часто розвиваються своєрідні структури закономірного проростання польового шпату правильно орієнтованими зернами кварцу — пегматитова (графічна) структура. Такі різновиди пегматитів отримали назву «письмовий граніт», або «єврейський камінь», через велику подібність проростань кварцу до букв івриту. Текстура евтектоїдна. Густина 2,5–2,7.
Форма залягання: жили, штоки, лінзи. Розміри пегматитових жил сильно варіюють і можуть досягати декількох кілометрів в довжину при декількох метрах у потужності. Окремість — пласт.

## Генезис
Пегматити — гіпабісальні, переважно жильні породи. Гранітні пегматити пов'язані з гранітною магмою. Вони формуються в умовах помірних і значних глибин, у широкому температурному діапазоні (приблизно від 650–700 до 250–200 °С), що відповідає кінцю магматичного — початку гідротермального процесу, при високій активності летких компонентів-мінералізаторів (води, фтору тощо). Утворення гранітних пегматитів петрологи пов'язують з кристалізацією залишкового силікатного розплаву, в якому концентруються леткі і рідкісні елементи, або розглядають їх, як проміжні утворення між виверженими магматичними породами і гідротермальними жильними. Існує багато промислово-генетичних, текстурно-парагенетичних і мінералого-геохімічних класифікації гранітних пегматитів.
Загальноприйнята в геології класифікація гранітних пегматитів за глибиною залягання:
- пегматити великих глибин
- глибині пегматити (слюдоносні)
- пегматити помірних глибин (рідкіснометалічні)
- пегматити малих глибин (гірськокриштальні)

В гірництві розрізняють такі види пегматитів:
- керамічні — є джерелом польовошпатової сировини
- слюдоносні (мусковітові) — джерело мусковіту
- рідкісноземельні — потенціальні джерела рідкісних земель, скандію, дорогоцінних і виробних каменів
- рідкіснометалічні — джерело літію, цезію, рубідію, берилію, танталу, олова
- гірськокриштальні — незамінне джерело п'єзокварцу, а також моріону, кварцу для плавки, оптичного флюориту

З пегматитами пов'язані родовища дорогоцінного каменю, слюди, польових шпатів тощо. Використовують у фаянсовій і склоробній промисловості.

## Родовища
Південний Урал (Ільменські і Вишневі гори), Бразилія (Мінас-Жерайс), Норвегія (Гитере поблизу Арендаля, Крагере в Телемарке), Швеція (Іттербі), Карелія та інші. В Україні є в межах Українського щита.

## Практичне значення
Власне гірська порода «пегматит» (письмовий граніт) використовується як недорогий камінь для виробів. Пегматитові жили є основним джерелом польових шпатів для керамічної і скляної промисловості. Порожнини центральних частин пегматитових жил (занориші) часто містять слюду і п'єзокварц — для електротехнічної промисловості, а також коштовні камені. У них містяться рідкіснометалічні і рідкісноземельні мінерали, а також сподумен, берил, колумбіт, танталіт, лепідоліт, каситерит, поллуцит тощо.

## Різновиди

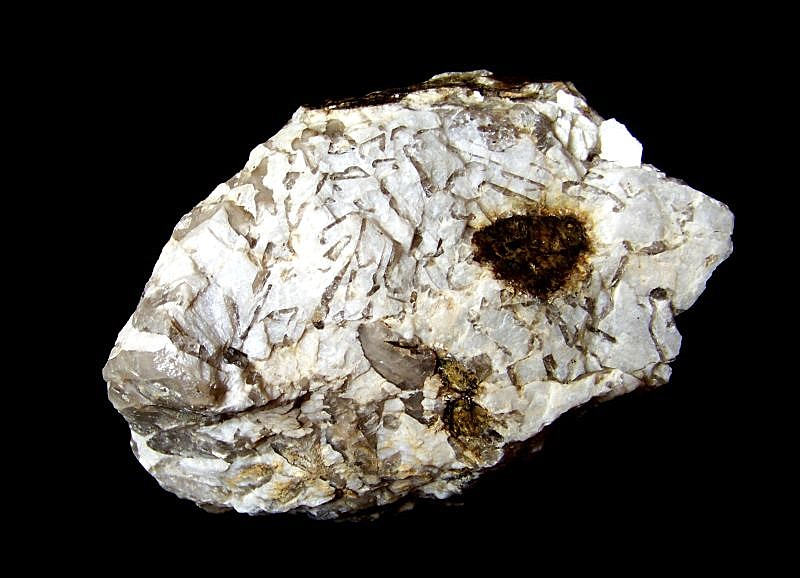
Пегматит письмовий.

- Пегматит десиліфікований — виникає у випадку, коли гранітний пегматитовий розплав зустрічається з ультраосновною або карбонатною породою і відбувається його десиліфікація[4]. З такими пегматитами пов'язані родовища корунду та смарагдів
- Пегматит керамічний — складений калієвим польовим шпатом, або альбітом з кварцом, або нефеліном з невеликими кількостями інших мінералів. Використовється як керамічна сировина. Родовища в США, РФ, Швеції, Норвегії, Україні
- Пегматит корундовий — перетворений в результаті взаємодії з вміщуючою породою; складається з плагіоклазу і корунду; належить до десиліфікованих пегматитів.
- Пегматит письмовий (єврейський камінь) — у якому взаємно пророщені польовий шпат і кварц утворюють структуру, що нагадує букви івриту — єврейське письмо[5][6][7][8]. В античні часи люди вважали, що написи на камені були зроблені руками богів і вшановували зразки пегматитів, як божественні письмена.[9] З них робили амулети й обереги.[10][11]
- Нефелінові пегматити — це породи, у яких розмір кристалів до 10 дм і більше. Як правило, між великими кристалами польового шпату і нефеліну знаходиться дрібнозернистий агрегат тих же мінералів. Серед польових шпатів переважає мікроклін. Інші мінерали пегматитів такі ж, як і в маріуполітах.
- Мікроклін–нефелінові пегматити — нерівномірно зерниста порода масивної текстури, в якій представлені переважно польові шпати, нефелін та егірин.

### Загальні роботи
- Геология и генезис пегматитов / Под ред. Ю. М. Соколова. — Л. : Наука, 1983. — 303 с.
- Гинзбург А. И., Тимофеев И. Н., Фельдман Л. Г. Основы геологии гранитных пегматитов / Под ред. Б. М. Шмакина. — М. : Недра, 1979. — 296 с.
- Гранитные пегматиты: В пяти томах / Под ред. В. Н. Собаченко, Б. М. Шмакина. — Новосибирск : Наука, 1990. — Т. 1: Слюдоносные пегматиты. — 232 с.
- Гранитные пегматиты: В пяти томах / Под ред. Б. М. Шмакина. — Новосибирск : Наука, 1997. — Т. 2: Редкометалльные пегматиты. — 284 с.
- Гранитные пегматиты: В пяти томах / Под ред. Б. М. Шмакина. — М. : Наука, 1999. — Т. 3: Миароловые пегматиты. — 487 с.
- Гранитные пегматиты: В пяти томах / Под ред. Б. М. Шмакина. — Новосибирск : Наука, 2007. — Т. 4: Редкоземельные пегматиты. Пегматиты необычного состава. — 432 с.
- Минералогия и генезис пегматитов. — М. : Недра, 1965. — 348 с.
- Недумов И. Б. Магматизм и пегматитообразование. — М. : Наука, 1975. — 235 с.
- Успенский И. М. Негранитные пегматиты. — М. : Недра, 1965. — 336 с. — 1600 прим.
- Ферсман А. Е. Пегматиты. — М. : Изд-во АН СССР, 1940. — 712 с.

### Пегматити України
- Литовченко Е. И. Гранитные пегматиты Западного Приазовья. — К. : Наукова думка, 1976. — 130 с.
- Минералогия и генезис камерных пегматитов Волыни / Под ред. Е. К. Лазаренко. — Львов : Вища школа, 1963. — 359 с.
- Пьезокварцевые пегматиты Волыни. — К. : Изд-во АН УССР, 1957. — 204 с.
- Розанов К. И., Лавриненко Л. Ф. Редкометальные пегматиты Украины. — М. : Наука, 1979. — 139 с.
- Шавло С. Г., Кирикилица С. И., Князев Г. И. Гранитные пегматиты Украины. — М. : Наукова думка, 1964. — 263 с.
- Юрк Ю. Ю. Граниты и пегматиты Украинского кристаллического щита. — К. : Изд-во АН УССР, 1956. — 123 с.